# Geikie Ridge
Geikie Ridge ist ein wuchtiger Gebirgszug im Norden des ostantarktischen Viktorialands. Er bildet die Wasserscheide zwischen dem Dugdale-Gletscher und dem Murray-Gletscher in den Admiralitätsbergen.
Erstmals kartiert wurde er von Teilnehmern der Southern-Cross-Expedition (1898–1900) unter der Leitung des norwegischen Polarforschers Carsten Egeberg Borchgrevink. Borchgrevink benannte die ursprünglich als Hochebene identifizierte Formation als Geikieland nach dem britischen Geologen Archibald Geikie (1835–1924).